# Glass cockpit

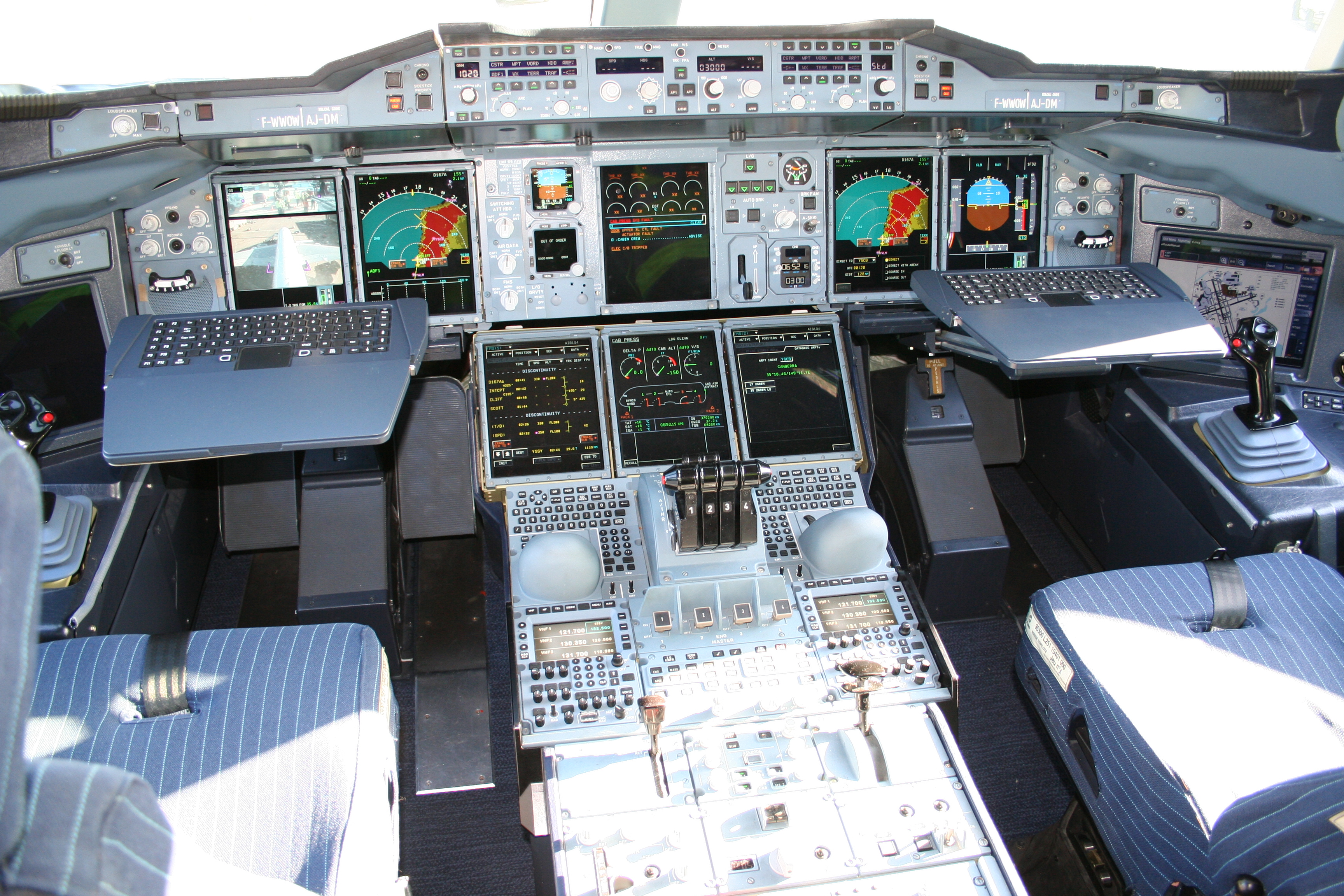
O glass cockpit do Airbus A380 possui "teclados externos e duas telas de computador largas nas laterais para os pilotos"

Glass cockpit é um componente de uma cabine de pilotagem que possui os instrumentos de voo com display eletrônicos, muitas vezes utilizando telas de LCD, diferente do estilo tradicional com mostradores e indicadores analógicos. Enquanto o cockpit tradicional (apelidado de "steam cockpit") baseia-se em números de mostradores mecânicos para apresentar as informações, um glass cockpit usa vários displays comandados por sistema de gerenciamento de voo, o qual pode ser ajustado por um display multifuncional para apresentar as informações necessárias. Tal componente simplifica o operacional e navegação da aeronave, possibilitando o piloto focar apenas nas informações mais pertinentes. Eles também são populares em companhias aéreas para eliminar a necessidade de engenheiro de voo, diminuindo despesas. Nos últimos anos a tecnologia tornou-se abrangente, estando presente também em aeronaves de pequeno porte.
Os displays das aeronaves foram modernizados, assim como os sensores ali apresentados. Os tradicionais giroscópio de instrumentos de voo foram atualizados para Attitude and heading reference system (AHRS) e Air data computer (ADCs), aumentando a confiabilidade e reduzindo custos e manutenção. Sistema de posicionamento global também foi integrados nos glass cockpits.
Os primeiros glass cockpits, encontrados no McDonnell Douglas MD-80/90, Boeing 737 Classic, 757 and 767-200/-300, ATR 42, ATR 72 e no Airbus A300-600 e A310, usam Sistema de instrumento eletrônico de voo (EFIS) para apresentar informações de atitude e navegação apenas, com indicadores mecanicos para velocidade de voo, velocidade vertical e performance dos motores. Apenas posteriormente, os glass cockpits encontrados no 737NG, 747-400, 767-400, 777, Airbus A320 e Airbus posteriores, Ilyushin Il-96 e Tupolev Tu-204 substituíram completamente os indicadores de voo mecânicos e luzes de aviso das aeronaves de gerações anteriores, embora eles ainda mantêm alguns instrumentos analógicos como backups no caso de o EFIS tenha problemas de funcionamento.

## História
|                                          |  |                                  |
| Painel de instrumentos analógico do C-5A |  | Glass cockpit atualizado do C-5M |

O glass cockpit possui sua origem em aeronaves militares do final dos anos de 1960 e início de 1970, um exemplo concerne a aviônica Mark II do F-111D (o primeiro solicitado em 1967, sendo entregue entre 1970 e 1973), sendo componente do display multifuncional.
Antes da década de 1970, operações de transporte aéreo não eram consideras suficientemente exigentes para necessitar equipamento avançado como displays de voo eletrônicos. Além disso, tecnologia de computadores não estavam em um estágio suficientemente leves e fortes para os circuitos elétricos disponíveis. O aumento da complexidade nas aeronaves de transporte decorreu com o advento dos sistemas digitais e trafego aéreo, fator elementar para modificações em seus componentes.
As aeronaves de transporte regulares nos anos de 1970 tinham mais que 100 instrumentos e controles; aeronaves primárias já estavam repletas de indicadores, símbolos e o aumento de seus números comprometiam o espaço e necessitavam a atenção do piloto. Como resultado, a NASA conduziu pesquisas de displays que poderiam processar os sistemas básicos da aeronave e informações de voo de forma integrada, facilmente entendido em simuladores de voo, culminando em séries de voos de demonstração em sistemas interinos de glass cockpit.
O sucesso do glass cockpit da NASA possibilitou a aceitação total de displays de sistemas eletrônicos de voo, sendo iniciado com o McDonnell Douglas MD-80/MD-90 em 1979. Linhas aéreas e seus passageiros foram beneficiados. A segurança e eficiência dos voos foram melhorados com a melhor capacitação do piloto em entender a situação da aeronave e seu relativo contexto de voo.
Ao final dos anos de 1990, os displays de LCD foram favoravelmente mais utilizados por construtores de aeronaves por causa de suas eficiências, confiabilidade e legibilidade. Painéis LCD mais antigos tinham legibilidade limitada ao ponde de serem visualizados apenas por determinados ângulos e com tempos de resposta pobres, tornando-se inúteis para aviação. Aeronaves modernas como o McDonnell Douglas MD-11, Boeing 737 Next Generation, 777, 717, 747-400ER, 747-8F 767-400ER, 747-8, e 787, Airbus A320 (e versões posteriores), A330 (e versões posteriores), A340-500/600, A340-300 (e versões posteriores), A380 e A350 possuem glass cockpits com unidades de LCD.
O glass cockpit tornou-se equipamento padrão e aviação comercial e aviação militar. Está presente nos Space Shuttle da NASA, Atlantis, Columbia, Discovery, e Endeavour e na Soyuz russa desde 2002. Pelo final do século XX o glass cockpit começou a aparecer em aviação geral. Em 2003, o SR20 e SR22 da Cirrus Design, foram as primeiras aeronaves leves equipadas com glass cockpit, o qual eles tornaram-se padrão em todas as aeronaves da Cirrus. Em 2005 todos os aviões de treinamento como o Piper Arrow e Cessna 172 possuem glass cockpit,assim como aeronaves modernas como o Diamond DA42. O Lockheed Martin F-35 Lightning II possui um "cockpit de display panorâmico" com touchscreen que substituí a maior parte dos botões encontrados no cockpit da aeronave.

## Usos

### Aviação comercial
Diferente de glass cockpits da era anterior, em que os designers meramente copiava a aparência dos instrumentos eletromecânicos em displays de tubo de raios catódicos, os novos displays representaram um grande avanço. Eles se parecem e se comportam de forma muito semelhante a outros computadores, com janelas e dados que podem ser manipulados com dispositivos de ponto-e-clique. Eles também podem adicionar terrenos, cartas de aproximação, tempo, displays verticais, e as imagens de navegação 3D.

## Segurança
As aeronaves operacionais tornaram-se mais dependentes dos sistemas de glass cockpit, tribulações muitas devem ser treinados para lidarem com possíveis falhas. Em uma aeronave com glass cockpit, caso do Airbus A320, cinquenta incidentes com o glass cockpit ocorreram. Em 25 de janeiro de 2008 o voo 731 da United Airlines experimentou um sério apagam do glass cockpit, perdendo metade dos visores do ECAM assim como todos os rádios, transponders, TCAS e indicadores de altitude. Parcialmente devido ao bom tempo e condições diurnas, os pilotos conseguiram pousar a aeronave com sucesso no Aeroporto Newark sem contato de rádio. A Airbus ofereceu conserto opcional, que sugerido pela Administração Federal de Aviação como obrigatório, mas a FAA ainda precisa torna-lo como requisito. Uma base de dados preliminar da NTSB está disponível. Devido a possibilidade de apagão, o glass cockpit das aeronaves também possuem um backup com os displays analógicos com os medidores principais.
Em 2010, o National Transportation Safety Board publicou um estudo com 8000 aeronaves leves de uso geral. O estudo concluiu que, mesmo as aeronaves que estão equipadas com glass cockpits tenham menores taxas de acidentes no total, eles também possuem maior change de involvimento em acidentes fatais.